# Ludgate (Stadttor)

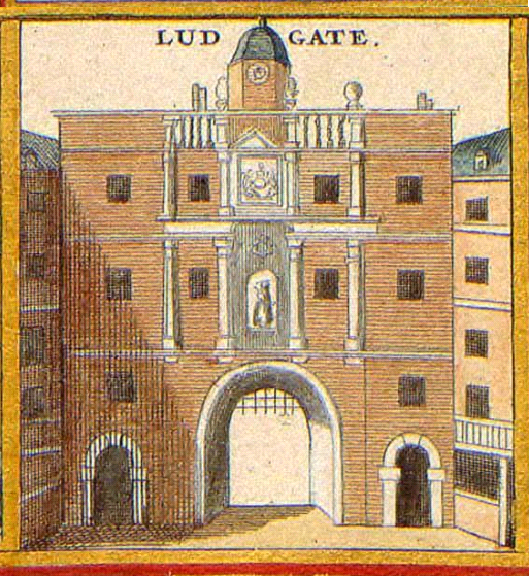
Eine alte Illustration des Stadttores, circa 1650

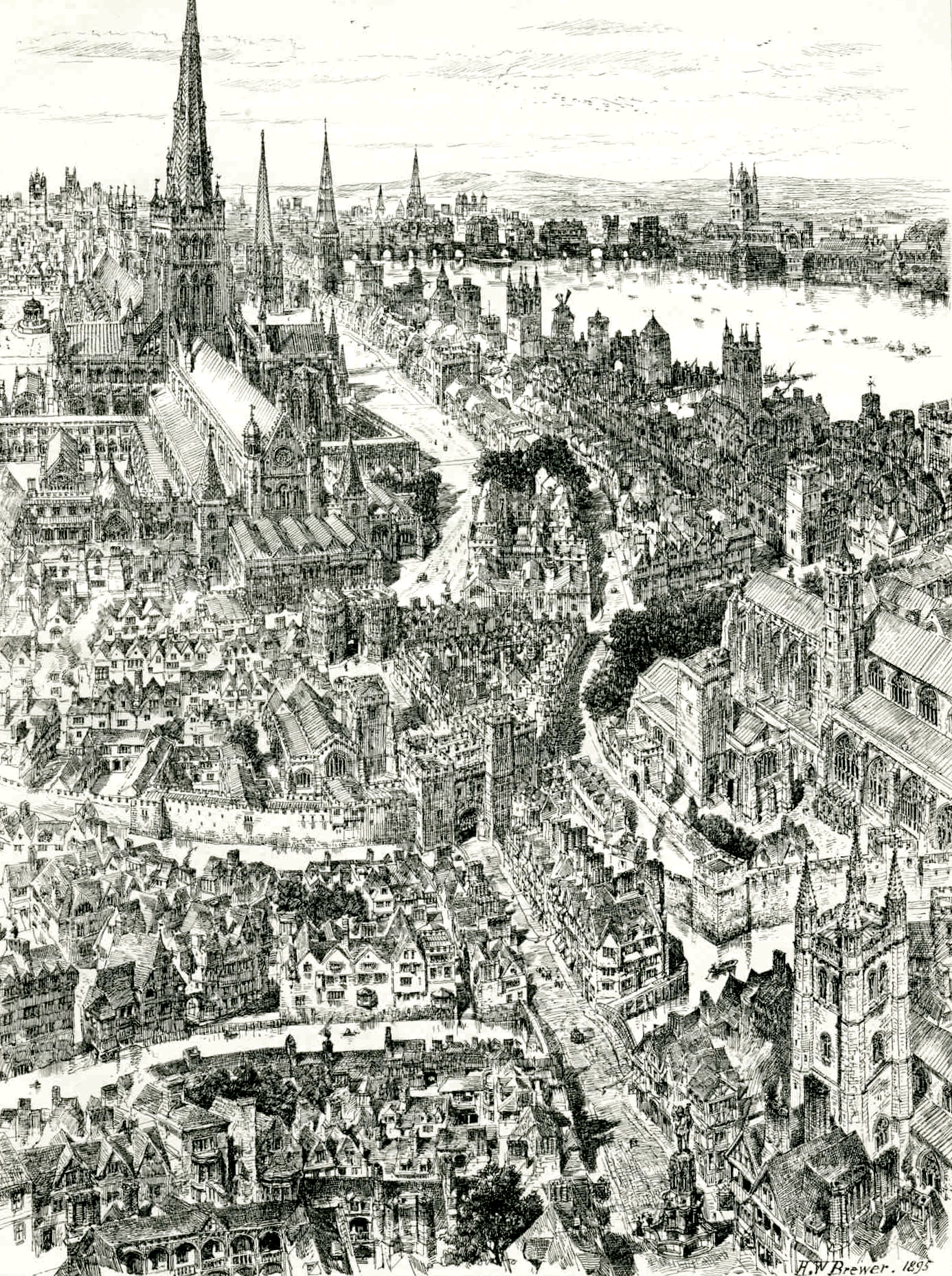
Lud Gate und Umgebung im 16. Jahrhundert (wie man es sich 1895 vorstellte)

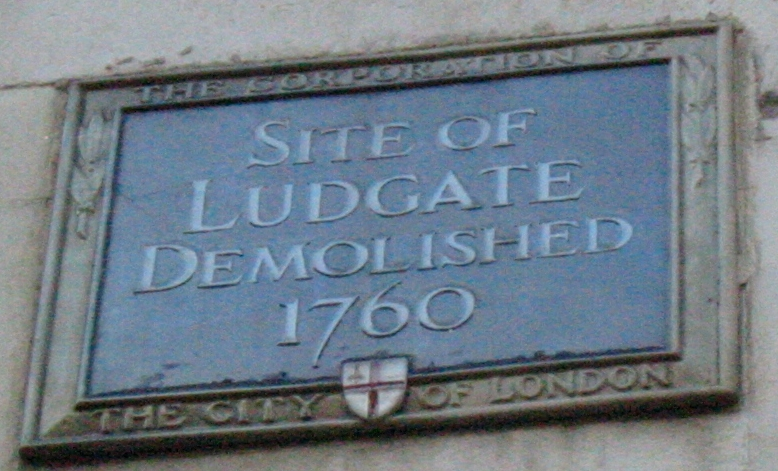
Eine Plakette markiert den genauen Ort des ehemaligen Stadttores

Das Ludgate war ein westlich gelegenes Stadttor der mittelalterlichen Stadtmauer Londons und wurde zu Mitte des 18. Jahrhunderts abgerissen. Der Name ist noch erhalten in dem Straßennamen Ludgate Hill und der von ihr abgehenden Ludgate Square wie auch im Namen der Kreuzung Ludgate Circus.
Ludgate stand auf der Höhe der heutigen St. Martin’s Church in der Straße Ludgate Hill auf halbem Weg zwischen der Kreuzung Ludgate Circus und der St Paul’s Cathedral. Die Stelle des Tores ist durch eine Gedenktafel an der Kirche markiert.

## Wortherkunft
Entgegen der Behauptung des normannisch-walisischen Geoffrey von Monmouth in seiner Historia regum Britanniae, Ludgate („Porth Llydd“) sei von einem alten britischen König „Lud son of Heli“ erbaut worden (siehe auch die mythische Figur Lludd), wurde der Name von späteren Schriftstellern wahlweise eher von „Flood gate“ (Fluttor) oder nach dem nahe dieser Stelle fließenden (heute unterirdisch geführten) River Fleet „Fleetgate“ herrührend oder von „ludgeat“ oder altenglisch „hlid-geat“ abgeleitet angesehen, was „Hintertor“ oder Ausfalltor bedeutet.

## Geschichte
Die Römer bauten entlang des Nordufers der Themse eine Straße nach Westen, die vermutlich durch ein Tor führte, das später als Lud-Gate bezeichnet wurde und Teil der Befestigungen von Londinium gewesen sein soll. Das Tor soll über die Straße nach Westen gewacht haben, welche zu den Grabfeldern der Römer an der heutigen Fleet Street führte. Jedoch archäologische oder anderweitig dokumentierte Beweise dafür, dass die Römer hier ein Tor gebaut haben, gibt es nicht.
John Stow, der im 16, Jahrhundert seine Survey of Londoin niederschrieb, erwähnt das Tor erstmals in der Forschung. So zählte er größere Reparaturen am Tor Jahr 1216, 1260 und 1586 auf, ebenso wie eine große Erweiterung des implementierten Gefängnisses im Jahr 1463.
Eine Erwähnung fand das Ludgate im Ersten Krieg der Barone, als die Königsgegner das Tor ausbesserten oder neu aufbauten. Sie nutzten dazu Steine von abgebrochenen jüdischen Häusern. Einer der Mauerstücke trug die hebräische Inschrift „This is the ward of Rabbi Moses, the son of the honourable Rabbi Isaac“. 1260 wurde das Tor erneut restauriert. Auf der innerstädtischen Ostseite, St Paul’s Cathedral zugewandt, wurden Skulpturen mit Darstellungen von König Lud und seinen Söhnen angebracht und im 16. Jahrhundert wurde die westliche Seite mit einer Darstellung Königin Elisabeths geschmückt.
Der Stadtturm wurde, wie in vielen Städten Europas üblich, auch als Schuldgefängnis genutzt. Neben Ludgate war es in London noch das Newgate, was Gefangene beherbergte. Die „Ehre“, dort zur Erzwingung seiner Schuldenbegleichung einsitzen zu müssen, kam in Ludgate vorwiegend den „Freemen“ Londons zu. Auch Geistliche saßen hier für kleinere Vergehen ein.
1419 wurde das Schuldgefängnis geschlossen und die Gefangenen wurden ins Newgate-Gefängnis überführt. Der Grund lag in der Aufhebung des Status als Gefängnis für Freemen durch die zunehmende Aufnahme weniger „ehrbarer“ Bürger („false persons of bad disposition“). Innerhalb nur weniger Monate verstarb eine nicht überlieferte Anzahl der versetzten Gegangenen im Newgate-Prison; ihr Tod wurde der „stinkenden und verderbten Umgebung“ („fetid and corrupt atmosphere“) in Newgate zu Lasten gelegt, sodass es für einige Jahre geschlossen wurde und dafür das Ludgate reaktiviert wurde.
Der Turm hatte ein bleigedecktes Dach, auf dem die Gefangenen sich an der frischen Luft bewegen konnten und einen großen Raum in Bodenhöhe, wo ein Umherlaufen möglich war. In den 1450er und 1460er Jahren wurde das Tor von Sir Stephen Foster, dem Lord Mayor of London von 1454 erweitert. Er und seine Frau Agnes begannen noch im Jahr seines Bürgermeisteramtes das Tor, wie das Schuldgefängnis zu renovieren und zu erweitern. Nach seinem Tode 1458 führte seine Witwe das Projekt bis zu dessen Fertigstellung im Jahr 1463 fort und erreichte zudem beim zuständigen Lord Mayor jenes Jahres, Matthew Philip, die Abschaffung der bisherigen Verordnung, wonach Schuldner ihre Unterbringung und Verköstigung selber zu zahlen hatten. Eine Messingtafel erinnerte dort an ihr gönnerhaftes Wirken. Im 17. Jahrhundert, vermutlich bedingt durch den Stadtbrand und Wiederaufbau, gab es sie aber nicht mehr.

„Devout souls that pass this way,
For Stephen Foster, late mayor, heartily pray;
And Agnes, his spouse, to God consecrate,
That of pity this house made, for Londoners in Ludgate;
So that for lodging and water prisoners here nought pay,
As their keepers shall answer at dreadful doomsday!“

Gleichwohl hatten die Wärter weiterhin ein leichtes Spiel, wenn es um die eigene Vorteilnahme ging. So wurde Essen teuer an die Gefangenen verkauft und zur Unterstützung ihrer Gier wurden Gefangene auch gefoltert – bisweilen auch im Auftrage ihrer Gläubiger, die hierfür bezahlten. Dies erfolgte etwa mit schweren Eisen, die an oder auf die Gefangenen gelegt wurden, Stöcken oder Schlafentzug. Es kam aber vor, dass sich die Wärter bei Aufdeckung hierfür vor Gericht rechtfertigen mussten und auch bestraft wurden.

## Das Gebäude
Der Turm, wie er nach Abriss und Neubau zwischen 1454 und 1468 entstand, bemaß 13,6 m in der Länge und 11 Meter in der Breite. Bei einer Wandstärke von je 0,9 Metern verblieben den Gefangen (nach damaligen Maßstäben) „ausreichend“ Raum sich zu bewegen, was vor dem Umbau nicht so möglich war. Oberhalb befanden sich die Zellen und Treppen führten in das oberste Geschoss, wo die Gefangenen Sonnenlicht und frische Luft bekamen. Die Höhe des Ludgate ist nicht bekannt.
1554 hatte das Ludgate Prison 30 Gefangene. 1586 wurde es abgerissen und zu Kosten von £1.500 neu errichtet.
Während des Großen Brands von London 1666 wurde das Tor stark beschädigt, brannte innen aus und musste wieder neu aufgebaut werden. Dabei erhielt es ein dreistöckiges Gefängnis, einen Wachraum und einen Glockenturm.
Eine Beschreibung des Gefängnisses von 1725 enthält folgende Angaben [frei übersetzt, mit Weglassungen]:

„Das Tor erhebt sich mit einer einfachen Bogendurchfahrt für Kutschen und Fuhrwerke. An jeder Seite befinden sich Eingänge für Fußgänger. Die Frontseite ostwärts zu St. Paul gewandt ist geschmückt mit den Statuen von König Lud und seinen zwei Söhnen; gegenüber schmückt die Statue von Queen Elizabeth der Fleet Street zugewandt. […] Das Dach ist mit Blei gedeckt, was von einem Turm gekrönt wurde, in dem sich eine Uhr mit zwei Zifferblättern befindet, jeder Seite eines zugewandt. An der Südseite befindet sich ein von Dame Agnes Foster errichtetes Gebäude, ebenfalls bleigedeckt, auf welchem die Gefängnisinsassen die Freiheit haben umherzugehen um sich zu erfrischen; dieser Teil wird nun die „Common-Side“ genannt, hierzu später mehr.
Die Außenseite haben wir gesehen, gehen wir nun in das Innere: dies tun wir durch eine große Türe, die sich direkt am südlichen Seiteneingang [für die Fußgänger] befindet. Als wir 6 Stufen emporgestiegen sind, sehen wir als erstes einen großen Kasten mit einer aufgemalten Inschrift.

„There are to satisfy all that are willing to give their Charity to this House, that the Money
 is put into this Box, which hath Three Locks; one Key being kept by the Keeper, another by the Master of the Box, and the third by the Assistant of the Day; and no Money to be taken out without their mutual Consent, to be justify destributed among the Prisoners.“

Gegenüber auf der linken Seite ist eine kleine Türe welche in das Büro öffnet, welches so heißt weil alle Gefangenen ... [dort erfasst werden]. Dahinter schließt sich ein weiterer Raum an in welchem sich die Gefangenen frei bewegen dürfen. […] Das nächste was zu erkennen ist, ist eine Luke die in das Gefängnis öffnet, worin, wenn man sich nach rechts wendet, man in einen Raum namens Lumbry kommt, wo gleich zur Linken eine Tür zu den Stöcken führt, mit denen Zuwiderhandelnde bestraft werden. An einem großen Fenster steht der eine oder andere Gefangene um die Vorbeigehenden um Geld anzubetteln.[…] Etwas weiter befindet sich eine Türe zur Rechten, wo die Treppe ist, die in den Keller führt, in welchem an die Insassen Getränke und Tabak verkauft werden, jedoch ohne die Möglichkeit anschreiben zu lassen. Allerdings ist zu sagen, dass der, der reichlich trinkt und andere ermuntert es ihm gleichzutun, Kredit erhält; aber wenn er aus Not heraus danach fragt, soll er kein Pint Bier erhalten, um ihm hieraus zu helfen. Gegenüber der Kellertreppe befindet sich die große Zisterne, welche aus der Themse versorgt wird. Früher geschah dies noch aus einer Quelle, wie es Dame Agnes verfügte. Etwas weiter ist ein eisernes Gitter, was zur Südpforte öffnet, wo einige Gefangene die Passanten ebenfalls um Geld anbetteln. In der Ecke der Kellertreppe ist ein schmuckes Treppenhaus, beleuchtet durch ein großes Oberlicht; nach 11 oder 12 Stufen kannst du einen kleinen Raum über der Seitenpforte sehen, welcher XVIII genannt wird und manchmal als Trinkstube dient; daran anschließend zwei andere Räume, die nun vom Kellerwächter belegt sind […] Einige Stufen höher befindet sich der dritte Stock, welcher, sobald du ihn erreicht hast, sich eine Türe in eine große Räumlichkeit öffnet, die White Room genannt wird, möbliert mit einem langen Tisch und Bänken und einen großen Kamin, wo jeden Sonntag Fleischbrühe mit ganzen Stücken eine besondere Vergünstigung für die Gefangenen darstellt […]“

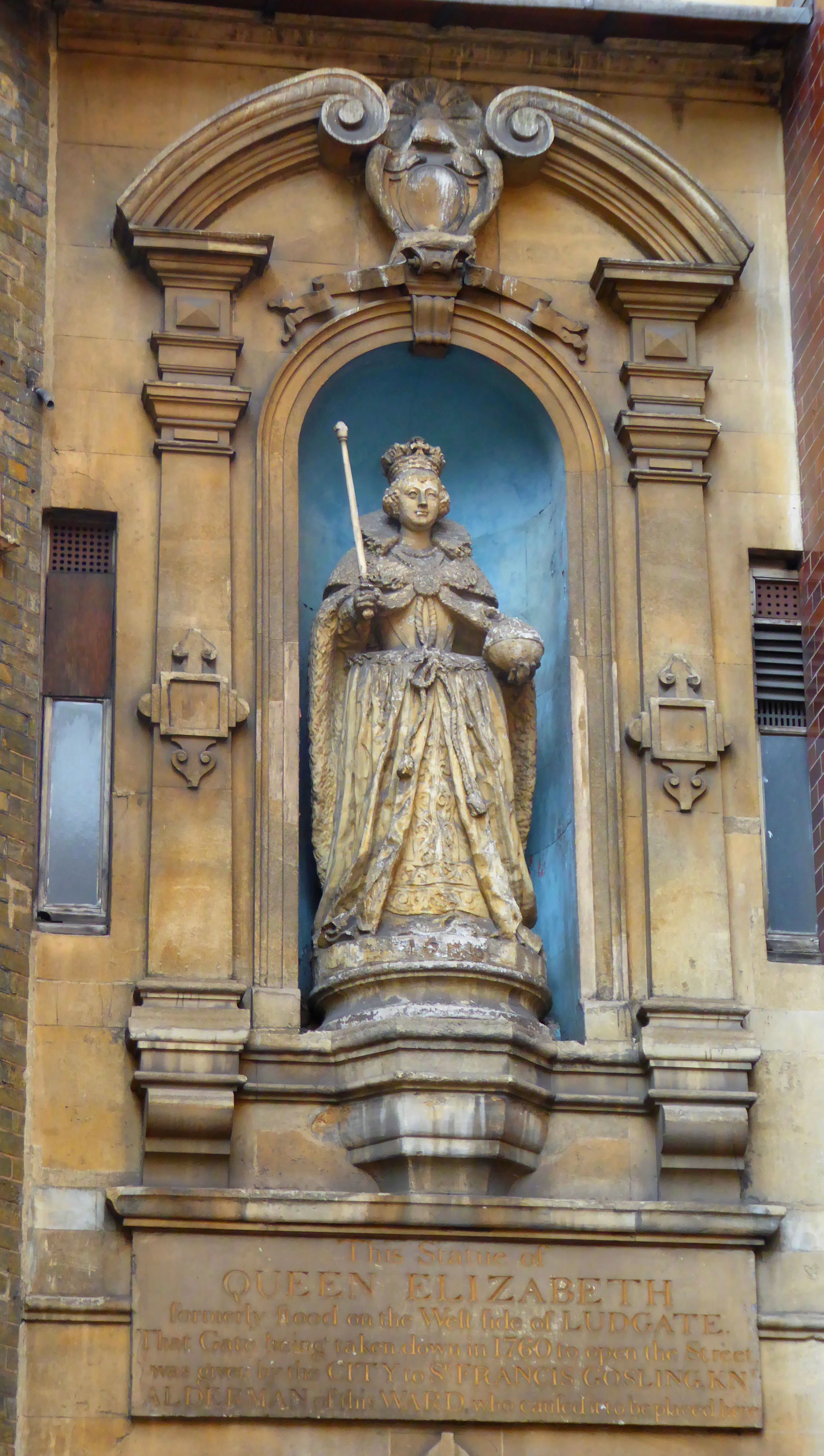
Die erhaltene Statue Queen Elizabeth I., wie sie bis 1760 an der Westseite des Ludgate angebracht war

Wie die meisten Stadttore Londons wurde auch das Ludgate 1760 abgetragen. Die angebrachten Statuen von König Lud, seinen Söhnen und Königin Elisabeth I. wurden in die Kirche St Dunstan-in-the-West in der Fleet Street verbracht, wo sie noch heute zu sehen sind. Die Reste des Tores wurden am 30. Juli 1760 für 148 Pfund verkauft.

## In der Literatur
- Ludd’s Gate wird erwähnt in Bernard Cornwells historischen Roman Schwertgesang, welcher in der Regierungszeit Alfred des Großen angesiedelt ist.

- Das pseudohistorische Werk Geoffrey of Monmouths Historia Regum Britanniae, verfasst um 1136, behauptet die Namensherkunft von einem walisischen König namens Lud (Son of Heli), welcher auch London seinen Namen gegeben haben soll.[20][21]

- In seinem fiktiven Roman „A New Wonder, a Woman Never Vexed“ von 1631 beschreibt William Rowley die Geschichte des Kennenlernens von Stephen und Agnes Fo(r)ster in Schuldgefängnis von Ludgate.

- Ludgate erscheint in Walter de la Mares Gedicht „Up and Down“, aus Collected Poems 1901–1918, Band II: Songs of Childhood, Peacock Pie, 1920.

- Das Gefängnis wird in Daniel Defoes Roman Roxana: The Fortunate Mistress von 1724 erwähnt.